# Joana Carneiro
Pour les articles homonymes, voir Carneiro (homonymie).
Joana Carneiro (née Joana Maria Amaro da Costa da Luz Carneiro ; Lisbonne, 30 septembre 1976), est une cheffe d'orchestre portugaise.

## Biographie
Joana Carneiro est la troisième des neuf enfants de l'ancien ministre portugais de l'éducation, Roberto Carneiro et la nièce de l'homme politique portugais Adelino Amaro da Costa. Dans sa jeunesse, elle joue de l'alto, puis étudie la musique à l'Academia Nacional Superior de Orquestra de Lisbonne, où parmi ses professeurs figure Jean-Marc Burfin. Par la suite, elle obtient une maîtrise en musique à l'Université de Northwestern (près de Chicago), après avoir étudié avec Victor Yampolsky et Mallory Thompson. Elle poursuit des études pour son doctorat, à l'Université du Michigan, où parmi ses professeurs figure Kenneth Kieser. À l'Université du Michigan, elle sert également en tant que cheffe de l'Orchestre symphonique et universitaire et de l'Orchestre philharmonique de l'université.
Joana Carneiro attire l'attention pour la première fois, en tant que finaliste en 2002, du concours de direction Maazel-Vilar au Carnegie Hall. La même année, elle remporte le Young Musician’s Foundation de 2002, du National Conductor Search. Aux États-Unis, elle sert ensuite de 2002 à 2005, en tant que directrice musicale du Los Angeles Debut Orchestra, travaille comme cheffe assistante de l'Orchestre de chambre de Los Angeles. De 2005 à 2008, elle est également membre de la direction de l'orchestre philharmonique de Los Angeles. Au Portugal, lors de la saison 2005–2006, Joana Carneiro est nommée principale cheffe invitée de l'Orchestre métropolitain de Lisbonne. La saison suivante, elle occupe le même poste à l'Orchestre Gulbenkian, qu'elle tient jusqu'à la saison 2012–2013.
Aux États-Unis, en janvier 2009, Joana Carneiro est nommée troisième directrice de la musique du Symphonique de l'université de Berkeley, à compter de la saison 2009–2010, avec un contrat initial de trois ans. C'est la première femme à occuper ce poste et sa première responsabilité à ce poste de direction de la musique. Son premier concert dans cette fonction est donné en octobre 2009. En 2010, Joana Carneiro reçoit le prix Helen M. Thompson de la Ligue des orchestres américains. En mai 2018, le symphonique de Berkeley annonce l'interruption du poste de direction de l'orchestre de Carneiro, à la fin de la saison 2017–2018, au moment où elle prend le titre de directeur musical émérite
En septembre 2013, Joana Carneiro est annoncée comme prochaine cheffe d'orchestre principal de l'Orquestra Sinfónica Portuguesa, au Teatro Nacional de São Carlos, à compter du 1er janvier 2014.
Joana Carneiro a été mariée deux fois. Son premier mari, Simão Vital, était un banquier d'investissement. Son second mari, en septembre 2011, José de Assunção Gonçalves, est un médecin. Le couple est parent de triplés, nés en février 2017.